# 三浦知之
三浦 知之（みうら ともゆき、11月5日 - ）日本の俳優。広島県出身。オフィスにしむら所属。特技：殺陣、アクション、野球、和式乗馬／趣味：映画鑑賞、旅行、フラメンコ／好きなもの：野球とお酒（テキーラマエストロの資格所持）。

## 来歴・人物
高校卒業後、一度は就職するがある映画がきっかけで役者を目指すことを決意。3年かけて上京資金をつくり2001年に上京。上京後劇団「InnocentSphere」に出会い入団する。
役者歴は24年目。役者歴は24年目。演技を始めた初期の頃に比べ、人との出会いを含め様々な経験値を積んだ現在は、人の奥底に眠る純粋で繊細な感情・感覚を大事に、“余計なことをせず無駄なものを削ぎ落とした演技”を目標にしている。コメディからシリアスな作品まで幅広く出演しており、客演も多く、演出家や映画関係者からの印象は“素直・ピュア”。情けない役”や“哀愁がある役”がはまると評価が高い。
映画『よろずや探偵談』では主演を務めスペインの映画祭『South Film and Arts Academy Festival』で審査員特別主演賞を受賞。その他、映画『許されざる者』（李相日）、映画『地獄でなぜ悪い』（園子温）、『Man Hunt』（ジョン・ウー）舞台『大悲』（2019＠サザンシアター）、『匿名探偵』（テレビ朝日系）などTVドラマにも多数出演。

## 出演

### 映画
- 「MAN HUNT」（2017年）監督：ジョン・ウー
- 「よろずや探偵談」（2017年）主演 沢村東次
- 「ファンシー」（2020年） 監督：廣田正興
- 「バイプレイヤーズ 〜もしも100人の名脇役が映画を作ったら〜」（2021年）監督：松居大悟
- 「孤狼の血 LEVEL2」（2021年）監督：白石和彌
- 「バイオレンスアクション」（2022年）監督：瑠東東一郎

### テレビ
- 「名探偵・明智小五郎」（2019年、テレビ朝日）
- 「執事 西園寺の名推理」（2019年、テレビ東京）
- 「バイプレイヤーズ 〜名脇役の森の100日間〜」（2021年、テレビ東京）
- 「必殺仕事人」（2023年、朝日放送テレビ）他

### 舞台
- 「大悲」（2019）紀伊國屋サザンシアター 作・演出：西森英行[3]
- 劇団InnocentSphere全作品 (劇場シアタートラム、紀伊國屋サザンシアター座・高円寺等)
- 燐光群「ブレスレス[4]」（2022年）下北沢ザ・スズナリ　作・演出　坂手洋二
- 燐光群「藤原さんのドライブ[5]」（2022年）座高円寺　作・演出　坂手洋二
- 燐光群「わが友、第五福竜丸[6]」（2023年）座高円寺　作・演出　坂手洋二
- 燐光群「KYOTO[7]」（2025年公演予定）下北沢ザ・スズナリ 作：ジョー・マーフィー、ジョー・ロバートソン、演出：坂手洋二

### CM
- イオンカード×桜坂46　WEBムービー